# Darstellungstheorie
In der Darstellungstheorie werden Elemente von Gruppen oder allgemeiner von Algebren mittels Homomorphismen auf lineare Abbildungen von Vektorräumen (Matrizen) abgebildet.
Die Darstellungstheorie hat Anwendungen in fast allen Gebieten der Mathematik und der theoretischen Physik. So war ein darstellungstheoretischer Satz von Robert Langlands ein wesentlicher Schritt für Andrew Wiles’ Beweis des Großen Satzes von Fermat, und die Darstellungstheorie lieferte zudem den theoretischen Hintergrund für die Vorhersage, dass Quarks existieren. Auch für die rein algebraische Untersuchung der Gruppen oder Algebren ist die Darstellung durch Matrizen oft nützlich.

## Arten von Darstellungen
Klassisch beschäftigte sich die Darstellungstheorie mit Homomorphismen {\displaystyle \rho \colon G\rightarrow GL(V)} für Gruppen {\displaystyle G} und Vektorräume {\displaystyle V} (wobei {\displaystyle GL(V)} die allgemeine lineare Gruppe über {\displaystyle V} bezeichnet), siehe
- Darstellung (Gruppe).

Allgemeiner wird die Darstellungstheorie von Ringen und Algebren betrachtet, welche die Darstellungstheorie der Gruppen als Spezialfall enthält (weil jede Darstellung einer Gruppe eine Darstellung ihres Gruppenringes induziert), hierfür siehe
- Darstellung (Algebra).

In der Physik sind neben den diskreten Gruppen der Festkörperphysik besonders auch Darstellungen von Lie-Gruppen von Bedeutung, etwa bei der Drehgruppe und den Gruppen des Standardmodells. Hier verlangt man zusätzlich, dass Darstellungen glatte Homomorphismen {\displaystyle \rho \colon G\rightarrow \operatorname {GL} (V)} sein sollen, siehe
- Darstellung (Lie-Gruppe).

Die Lieschen Sätze vermitteln eine Korrespondenz zwischen Darstellungen von Lie-Gruppen und den induzierten Darstellungen {\displaystyle \pi =D_{e}\rho \colon {\mathfrak {g}}\rightarrow {\mathfrak {gl}}(V)} ihrer Lie-Algebren. Für die Darstellungstheorie von Lie-Algebren siehe
- Darstellung (Lie-Algebra).

Lie-Algebren sind nicht assoziativ, weshalb ihre Darstellungstheorie kein Spezialfall der Darstellungstheorie assoziativer Algebren ist. Man kann aber jeder Lie-Algebra ihre universelle einhüllende Algebra zuordnen, welche eine assoziative Algebra ist.
Bei Banach-*-Algebren wie C*-Algebren oder Gruppenalgebren {\displaystyle L^{1}(G)} verwendet man als Vektorräume für Darstellungen dieser Algebren in natürlicher Weise Hilberträume, siehe
- Hilbertraum-Darstellung.

## Grundbegriffe
Im Folgenden sei {\displaystyle A} eine Gruppe, Lie-Gruppe oder Algebra und {\displaystyle \pi \colon A\rightarrow L(V)} eine Darstellung von {\displaystyle A}, also ein Gruppen-, Lie-Gruppen- oder Algebren-Homomorphismus in die Algebra {\displaystyle L(V)} der linearen Abbildungen eines Vektorraums {\displaystyle V} (dessen Bild im Falle von Gruppen- oder Lie-Gruppen-Isomorphismen natürlich sogar in {\displaystyle \operatorname {GL} (V)} liegt).
Die Vektorraumdimension von {\displaystyle V} wird als Dimension von {\displaystyle \pi } bezeichnet. Endlichdimensionale Darstellungen nennt man auch Matrix-Darstellungen, denn durch Wahl einer Vektorraumbasis lässt sich jedes Element aus {\displaystyle L(V)} als Matrix schreiben. Injektive Darstellungen heißen treu.
Zwei Darstellungen {\displaystyle \pi _{1}\colon A\rightarrow L(V_{1})} und {\displaystyle \pi _{2}\colon A\rightarrow L(V_{2})} heißen äquivalent, wenn es einen Vektorraum-Isomorphismus {\displaystyle T\colon V_{1}\rightarrow V_{2}} gibt mit
{\displaystyle \pi _{1}(a)=T^{-1}\circ \pi _{2}(a)\circ T} für alle {\displaystyle a\in A}. Dafür schreibt man abkürzend auch {\displaystyle \pi _{1}\sim \pi _{2}}.
Die so definierte Äquivalenz ist eine Äquivalenzrelation auf der Klasse aller Darstellungen. Die Begriffsbildungen in der Darstellungstheorie sind so angelegt, dass sie beim Übergang zu einer äquivalenten Darstellung erhalten bleiben, Dimension und Treue sind erste Beispiele.

### Teildarstellungen
Sei {\displaystyle \pi \colon A\rightarrow L(V)} eine Darstellung. Ein Untervektorraum {\displaystyle W\subset V} heißt invariant (genauer {\displaystyle \pi }-invariant), falls {\displaystyle \pi (a)W\subset W} für alle {\displaystyle a\in A}.
Offenbar ist
{\displaystyle {\tilde {\pi }}\colon A\rightarrow L(W),\quad a\mapsto {\tilde {\pi }}(a):=\pi (a)|_{W}}
wieder eine Darstellung von {\displaystyle A}, die man die Einschränkung von {\displaystyle \pi } auf {\displaystyle W} nennt und mit {\displaystyle \pi |_{W}} bezeichnet.
Ist {\displaystyle W^{c}} ein zu {\displaystyle W} komplementärer Unterraum, der ebenfalls invariant ist, so gilt {\displaystyle \pi \sim \pi |_{W}\oplus \pi |_{W^{c}}}, wobei die Äquivalenz durch den Isomorphismus {\displaystyle W\oplus W^{c}\rightarrow V,(w_{1},w_{2})\mapsto w_{1}+w_{2}} vermittelt wird.

### Direkte Summen
Sind {\displaystyle \pi _{1}\colon A\rightarrow L(V_{1})} und {\displaystyle \pi _{2}\colon A\rightarrow L(V_{2})} zwei Darstellungen, so definiert
{\displaystyle \pi \colon A\rightarrow L(V_{1}\oplus V_{2}),\quad a\mapsto \pi _{1}(a)\oplus \pi _{2}(a)}
wieder eine Darstellung von {\displaystyle A}, wobei {\displaystyle \pi _{1}(a)\oplus \pi _{2}(a)} komponentenweise auf der direkten Summe {\displaystyle V_{1}\oplus V_{2}} operiert, das heißt {\displaystyle (\pi _{1}(a)\oplus \pi _{2}(a))(\xi _{1}\oplus \xi _{2}):=\pi _{1}(a)\xi _{1}\oplus \pi _{2}(a)\xi _{2}} für alle {\displaystyle \xi _{i}\in V_{i}}. Diese Darstellung nennt man die direkte Summe aus {\displaystyle \pi _{1}} und {\displaystyle \pi _{2}} und bezeichnet sie mit {\displaystyle \pi _{1}\oplus \pi _{2}}.
Diese Konstruktion lässt sich für direkte Summen beliebig vieler Summanden verallgemeinern. Ist {\displaystyle (\pi _{i})_{i\in I}} eine Familie von Darstellungen, so auch
{\displaystyle \bigoplus _{i\in I}\pi _{i}\colon A\rightarrow L\left(\bigoplus _{i\in I}V_{i}\right),\,a\mapsto \bigoplus _{i\in I}\pi _{i}(a)}.

### Irreduzibilität, Vollständige Reduzibilität, Ausreduzierung
Eine Darstellung {\displaystyle \pi \colon A\rightarrow L(V)} heißt irreduzibel, wenn es außer {\displaystyle \{0\}} und {\displaystyle V} keine weiteren invarianten Unterräume von {\displaystyle V}
gibt. Für eine äquivalente Charakterisierung siehe Lemma von Schur. Eine Darstellung heißt vollständig reduzibel, wenn sie zu einer direkten Summe irreduzibler Darstellungen äquivalent ist. Das „Produkt“ (besser: Tensorprodukt) zweier (irreduzibler) Darstellungen ist i.a. reduzibel und kann nach Bestandteilen der irreduziblen Darstellungen „ausreduziert“ werden, wobei spezielle Koeffizienten wie z. B. die Clebsch-Gordan-Koeffizienten der Drehimpulsphysik entstehen. Dies ist für die Anwendungen in der Physik ein besonders wichtiger Aspekt.

## Geschichte
Im 18. und 19. Jahrhundert kamen Darstellungstheorie und Harmonische Analysis (in Form der Zerlegung von Funktionen in multiplikative Charaktere) abelscher Gruppen wie {\displaystyle \mathbb {R} }, {\displaystyle \mathbb {R} /2\pi \mathbb {Z} } oder {\displaystyle \mathbb {Z} /n\mathbb {Z} } beispielsweise im Zusammenhang mit Euler-Produkten oder Fourier-Transformationen vor. Dabei arbeitete man aber nicht mit den Darstellungen, sondern mit deren multiplikativen Charakteren. Frobenius definierte 1896 zuerst (ohne explizit auf Darstellungen Bezug zu nehmen) einen Begriff multiplikativer Charaktere auch für nichtabelsche Gruppen, Burnside und Schur entwickelten seine Definitionen dann neu auf der Basis von Matrix-Darstellungen und Emmy Noether gab schließlich im Wesentlichen die heutige Definition mittels linearer Abbildungen eines Vektorraumes, was später die in der Quantenmechanik benötigte Untersuchung unendlich-dimensionaler Darstellungen ermöglichte.
Um 1900 wurde die Darstellungstheorie der symmetrischen und alternierenden Gruppen von Frobenius und Young ausgearbeitet. 1913 bewies Cartan den Satz vom höchsten Gewicht, der die irreduziblen Darstellungen komplexer halbeinfacher Lie-Algebren klassifiziert. Schur beobachtete 1924, dass man mittels invarianter Integration die Darstellungstheorie endlicher Gruppen auf kompakte Gruppen ausdehnen kann, die Darstellungstheorie kompakter zusammenhängender Lie-Gruppen wurde dann von Weyl entwickelt. Die von Haar und von Neumann bewiesene Existenz und Eindeutigkeit des Haar-Maßes erlaubte dann Anfang der 1930er Jahre die Erweiterung dieser Theorie auf kompakte topologische Gruppen. Weitere Entwicklungen betrafen dann die Anwendung der Darstellungstheorie lokal kompakter Gruppen wie der Heisenberggruppe in der Quantenmechanik, die Theorie lokal kompakter abelscher Gruppen mit Anwendungen in der algebraischen Zahlentheorie (Harmonische Analysis auf Adelen) und später das Langlands-Programm.